# Rasmus Elm
Rasmus Christoffer Elm (Kalmar, 17 marzo 1988) è un ex calciatore svedese, di ruolo centrocampista.

## Biografia
Ha due fratelli maggiori anch'essi ex calciatori professionisti, Viktor e David, che hanno anche giocato con lui al Kalmar.

## Caratteristiche tecniche
Centrocampista centrale di notevole tecnica, destro di piede, è stato spesso impiegato anche nel ruolo di mediano o di trequartista.

## Carriera

### Club
Dopo aver giocato in due club dilettantistici della città di Emmaboda, il Johansfors IF e l'Emmaboda IS, nel gennaio 2005 firma un contratto quinquennale con il Kalmar, con cui esordisce ufficialmente nell'Allsvenskan. Resta in Svezia per quattro stagioni, totalizzando 96 presenze e 18 reti.
Il 25 agosto 2009, dopo aver rifiutato numerosi ingaggi pluriennale in Premier League, soprattutto dall'Everton viene acquistato a titolo definitivo dagli olandesi dell'AZ Alkmaar. Il 12 settembre 2009 debutta in Eredivisie, nella sconfitta esterna contro l'ADO Den Haag e gioca altre 22 partite, segnando in tutto 3 reti. Confermato titolare anche nelle stagioni seguenti, resta nei Paesi Bassi fino al 2012, con 83 presenze e 12 gol.
Il 30 luglio 2012 firma un contratto triennale, con opzione di un ulteriore anno, con il CSKA Mosca. Il 3 gennaio 2015 Elm ha rescisso il contratto con il consenso della società moscovita, complice la volontà di curare alcuni gravi problemi allo stomaco e all'intestino che gli avevano impedito di scendere in campo a partire dall'estate precedente.
Nonostante i problemi di salute, nel gennaio 2015 firma per il suo ritorno al Kalmar dopo cinque anni e mezzo di assenza. Prima dell'inizio del campionato, anche il fratello Viktor ha raggiunto i fratelli Rasmus e David al club biancorosso. Qui Rasmus gioca per altre cinque stagioni, durante le quali è spesso vittima di infortuni, come per esempio nell'Allsvenskan 2017 quando gioca solo tre partite. La sua ultima annata da giocatore è quella del 2019, con il Kalmar che chiude terzultimo in classifica e riesce a salvarsi solo tramite gli spareggi.
Nel marzo 2020 annuncia il suo ritiro dal calcio giocato all'età di 31 anni a causa dei problemi fisici accumulati.

## Statistiche

### Presenze e reti nei club
Statistiche aggiornate al 4 marzo 2017.
| Stagione          | Squadra           | Campionato        | Campionato | Campionato | Coppe nazionali | Coppe nazionali | Coppe nazionali | Coppe continentali | Coppe continentali | Coppe continentali | Altre coppe | Altre coppe | Altre coppe | Totale | Totale |
| Stagione          | Squadra           | Comp              | Pres       | Reti       | Comp            | Pres            | Reti            | Comp               | Pres               | Reti               | Comp        | Pres        | Reti        | Pres   | Reti   |
| ----------------- | ----------------- | ----------------- | ---------- | ---------- | --------------- | --------------- | --------------- | ------------------ | ------------------ | ------------------ | ----------- | ----------- | ----------- | ------ | ------ |
| 2005              | Kalmar            | A                 | 7          | 0          | CS              | 0               | 0               | -                  | -                  | -                  | -           | -           | -           | 7      | 0      |
| 2006              | Kalmar            | A                 | 23         | 1          | CS              | 0               | 0               | Int                | 2                  | 0                  | -           | -           | -           | 25     | 1      |
| 2007              | Kalmar            | A                 | 20         | 4          | CS              | 0               | 0               | -                  | -                  | -                  | -           | -           | -           | 20     | 4      |
| 2008              | Kalmar            | A                 | 27         | 5          | CS              | 2               | 0               | CU                 | 6                  | 2                  | -           | -           | -           | 35     | 7      |
| 2009              | Kalmar            | A                 | 19         | 10         | CS              | 3               | 1               | UCL                | 2                  | 2                  | SS          | 0           | 0           | 24     | 13     |
| ago. 2009-2010    | AZ Alkmaar        | ED                | 23         | 3          | CO              | 3               | 0               | UCL                | -                  | -                  | -           | -           | -           | 28     | 5      |
| 2010-2011         | AZ Alkmaar        | ED                | 28         | 5          | CO              | 3               | 1               | UEL                | 4                  | 0                  | -           | -           | -           | 35     | 6      |
| 2011-2012         | AZ Alkmaar        | ED                | 32         | 10         | CO              | 4               | 1               | UEL                | 16                 | 2                  | -           | -           | -           | 52     | 13     |
| Totale AZ Alkmaar | Totale AZ Alkmaar | Totale AZ Alkmaar | 83         | 18         |                 | 10              | 2               |                    | 20                 | 2                  |             | -           | -           | 113    | 22     |
| 2012-2013         | CSKA Mosca        | PL                | 26         | 5          | KR              | 3               | 0               | UEL                | 2                  | 0                  | -           | -           | -           | 31     | 5      |
| 2013-2014         | CSKA Mosca        | PL                | 21         | 0          | KR              | 3               | 0               | UCL                | 4                  | 0                  | SR          | 1           | 0           | 29     | 0      |
| 2014-gen. 2015    | CSKA Mosca        | PL                | 0          | 0          | KR              | 0               | 0               | UCL                | 0                  | 0                  | SR          | 0           | 0           | 0      | 0      |
| Totale CSKA Mosca | Totale CSKA Mosca | Totale CSKA Mosca | 47         | 5          |                 | 6               | 0               |                    | 6                  | 0                  |             | 1           | 0           | 60     | 5      |
| 2015              | Kalmar            | A                 | 12         | 0          | CS              | -               | -               | -                  | -                  | -                  | -           | -           | -           | 12     | 0      |
| 2016              | Kalmar            | A                 | 18         | 1          | CS              | 6               | 1               | -                  | -                  | -                  | -           | -           | -           | 24     | 2      |
| 2017              | Kalmar            | A                 | 0          | 0          | CS              | 3               | 0               | -                  | -                  | -                  | -           | -           | -           | 11     | 0      |
| Totale Kalmar     | Totale Kalmar     | Totale Kalmar     | 126        | 21         |                 | 14              | 2               |                    | 10                 | 4                  |             | 0           | 0           | 150    | 27     |
| Totale carriera   | Totale carriera   | Totale carriera   | 256        | 44         |                 | 30              | 4               |                    | 36                 | 6                  |             | 1           | 0           | 323    | 54     |

### Cronologia presenze e reti in nazionale
| Cronologia completa delle presenze e delle reti in nazionale ― Svezia | Cronologia completa delle presenze e delle reti in nazionale ― Svezia | Cronologia completa delle presenze e delle reti in nazionale ― Svezia | Cronologia completa delle presenze e delle reti in nazionale ― Svezia | Cronologia completa delle presenze e delle reti in nazionale ― Svezia | Cronologia completa delle presenze e delle reti in nazionale ― Svezia | Cronologia completa delle presenze e delle reti in nazionale ― Svezia | Cronologia completa delle presenze e delle reti in nazionale ― Svezia |
| Data                                                                  | Città                                                                 | In casa                                                               | Risultato                                                             | Ospiti                                                                | Competizione                                                          | Reti                                                                  | Note                                                                  |
| --------------------------------------------------------------------- | --------------------------------------------------------------------- | --------------------------------------------------------------------- | --------------------------------------------------------------------- | --------------------------------------------------------------------- | --------------------------------------------------------------------- | --------------------------------------------------------------------- | --------------------------------------------------------------------- |
| 23-1-2009                                                             | Carson                                                                | Stati Uniti                                                           | 3 – 2                                                                 | Svezia                                                                | Amichevole                                                            | -                                                                     | 62’                                                                   |
| 29-1-2009                                                             | Oakland                                                               | Messico                                                               | 0 – 1                                                                 | Svezia                                                                | Amichevole                                                            | -                                                                     | 90’                                                                   |
| 11-2-2009                                                             | Graz                                                                  | Austria                                                               | 0 – 2                                                                 | Svezia                                                                | Amichevole                                                            | 1                                                                     |                                                                       |
| 28-3-2009                                                             | Porto                                                                 | Portogallo                                                            | 0 – 0                                                                 | Svezia                                                                | Qual. Mondiali 2010                                                   | -                                                                     |                                                                       |
| 6-6-2009                                                              | Solna                                                                 | Svezia                                                                | 0 – 1                                                                 | Danimarca                                                             | Qual. Mondiali 2010                                                   | -                                                                     |                                                                       |
| 10-6-2009                                                             | Göteborg                                                              | Svezia                                                                | 4 – 0                                                                 | Malta                                                                 | Qual. Mondiali 2010                                                   | -                                                                     | 78’                                                                   |
| 5-9-2009                                                              | Budapest                                                              | Ungheria                                                              | 1 – 2                                                                 | Svezia                                                                | Qual. Mondiali 2010                                                   | -                                                                     |                                                                       |
| 9-9-2009                                                              | Ta' Qali                                                              | Malta                                                                 | 0 – 1                                                                 | Svezia                                                                | Qual. Mondiali 2010                                                   | -                                                                     |                                                                       |
| 10-10-2009                                                            | Copenaghen                                                            | Danimarca                                                             | 1 – 0                                                                 | Svezia                                                                | Qual. Mondiali 2010                                                   | -                                                                     | 80’                                                                   |
| 14-10-2009                                                            | Stoccolma                                                             | Svezia                                                                | 4 – 1                                                                 | Albania                                                               | Qual. Mondiali 2010                                                   | -                                                                     |                                                                       |
| 18-11-2009                                                            | Cesena                                                                | Italia                                                                | 1 – 0                                                                 | Svezia                                                                | Amichevole                                                            | -                                                                     | 46’                                                                   |
| 3-3-2010                                                              | Swansea                                                               | Galles                                                                | 0 – 1                                                                 | Svezia                                                                | Amichevole                                                            | -                                                                     | 59’                                                                   |
| 17-11-2010                                                            | Göteborg                                                              | Svezia                                                                | 0 – 0                                                                 | Germania                                                              | Amichevole                                                            | -                                                                     | 75’                                                                   |
| 9-2-2011                                                              | Nicosia                                                               | Svezia                                                                | 1 – 1 dts (4 – 5 dtr)                                                 | Ucraina                                                               | Torneo di Cipro 2011 - Finale                                         | -                                                                     |                                                                       |
| 29-3-2011                                                             | Solna                                                                 | Svezia                                                                | 2 – 1                                                                 | Moldavia                                                              | Qual. Euro 2012                                                       | -                                                                     | 65’                                                                   |
| 2-9-2011                                                              | Budapest                                                              | Ungheria                                                              | 2 – 1                                                                 | Svezia                                                                | Qual. Euro 2012                                                       | -                                                                     | 53’                                                                   |
| 6-9-2011                                                              | Serravalle                                                            | San Marino                                                            | 0 – 5                                                                 | Svezia                                                                | Qual. Euro 2012                                                       | -                                                                     | 20’                                                                   |
| 7-10-2011                                                             | Helsinki                                                              | Finlandia                                                             | 1 – 2                                                                 | Svezia                                                                | Qual. Euro 2012                                                       | -                                                                     |                                                                       |
| 11-10-2011                                                            | Stoccolma                                                             | Svezia                                                                | 3 – 2                                                                 | Paesi Bassi                                                           | Qual. Euro 2012                                                       | -                                                                     |                                                                       |
| 11-11-2011                                                            | Copenaghen                                                            | Danimarca                                                             | 2 – 0                                                                 | Svezia                                                                | Amichevole                                                            | -                                                                     | 46’                                                                   |
| 15-11-2011                                                            | Londra                                                                | Inghilterra                                                           | 1 – 0                                                                 | Svezia                                                                | Amichevole                                                            | -                                                                     | 87’                                                                   |
| 29-2-2012                                                             | Zagabria                                                              | Croazia                                                               | 1 – 3                                                                 | Svezia                                                                | Amichevole                                                            | -                                                                     | 46’                                                                   |
| 30-5-2012                                                             | Göteborg                                                              | Svezia                                                                | 3 – 2                                                                 | Islanda                                                               | Amichevole                                                            | -                                                                     |                                                                       |
| 5-6-2012                                                              | Solna                                                                 | Svezia                                                                | 2 – 1                                                                 | Serbia                                                                | Amichevole                                                            | -                                                                     |                                                                       |
| 11-6-2012                                                             | Kiev                                                                  | Ucraina                                                               | 2 – 1                                                                 | Svezia                                                                | Euro 2012 - 1º turno                                                  | -                                                                     | 83’                                                                   |
| 15-6-2012                                                             | Kiev                                                                  | Svezia                                                                | 2 – 3                                                                 | Inghilterra                                                           | Euro 2012 - 1º turno                                                  | -                                                                     | 81’                                                                   |
| 15-8-2012                                                             | Solna                                                                 | Svezia                                                                | 0 – 3                                                                 | Brasile                                                               | Amichevole                                                            | -                                                                     | 64’                                                                   |
| 6-9-2012                                                              | Helsingborg                                                           | Svezia                                                                | 1 – 0                                                                 | Cina                                                                  | Amichevole                                                            | -                                                                     | 84’                                                                   |
| 11-9-2012                                                             | Malmo                                                                 | Svezia                                                                | 2 – 0                                                                 | Kazakistan                                                            | Qual. Mondiali 2014                                                   | 1                                                                     | 63’                                                                   |
| 16-10-2012                                                            | Berlino                                                               | Germania                                                              | 4 – 4                                                                 | Svezia                                                                | Qual. Mondiali 2014                                                   | 1                                                                     |                                                                       |
| 14-11-2012                                                            | Solna                                                                 | Svezia                                                                | 4 – 2                                                                 | Inghilterra                                                           | Amichevole                                                            | -                                                                     |                                                                       |
| 6-2-2013                                                              | Solna                                                                 | Svezia                                                                | 2 – 3                                                                 | Argentina                                                             | Amichevole                                                            | 1                                                                     | 61’                                                                   |
| 22-3-2013                                                             | Solna                                                                 | Svezia                                                                | 0 – 0                                                                 | Irlanda                                                               | Qual. Mondiali 2014                                                   | -                                                                     |                                                                       |
| 26-3-2013                                                             | Zilina                                                                | Slovacchia                                                            | 0 – 0                                                                 | Svezia                                                                | Amichevole                                                            | -                                                                     | 46’                                                                   |
| 7-6-2013                                                              | Vienna                                                                | Austria                                                               | 2 – 1                                                                 | Svezia                                                                | Qual. Mondiali 2014                                                   | -                                                                     | 61’                                                                   |
| 11-10-2013                                                            | Solna                                                                 | Svezia                                                                | 2 – 1                                                                 | Austria                                                               | Qual. Mondiali 2014                                                   | -                                                                     | 73’                                                                   |
| 15-10-2013                                                            | Solna                                                                 | Svezia                                                                | 3 – 5                                                                 | Germania                                                              | Qual. Mondiali 2014                                                   | -                                                                     | 59’                                                                   |
| 15-11-2013                                                            | Lisbona                                                               | Portogallo                                                            | 1 – 0                                                                 | Svezia                                                                | Qual. Mondiali 2014                                                   | -                                                                     | 72’                                                                   |
| 19-11-2013                                                            | Solna                                                                 | Svezia                                                                | 2 – 3                                                                 | Portogallo                                                            | Qual. Mondiali 2014                                                   | -                                                                     | 46’                                                                   |
| Totale                                                                |                                                                       | Presenze                                                              | 39                                                                    |                                                                       | Reti                                                                  | 4                                                                     |                                                                       |

## Palmarès

### Club

#### Competizioni nazionali
- Coppa di Svezia: 1

Kalmar: 2007
- Campionato svedese: 1

Kalmar: 2008
- Supercupen: 1

Kalmar: 2009
- Campionato russo: 1

CSKA Mosca: 2012-2013
- Coppa di Russia: 1

CSKA Mosca: 2012-2013
- Supercoppa di Russia: 1

CSKA Mosca: 2013

### Individuale
- Selezione UEFA dell'Europeo Under-21: 1

Svezia 2009